# Liste schwäbischer Adelsgeschlechter/T

## T
| Name                                                                        | Stammsitz                         | Stand                                                                 | Anmerkungen zu Geschichte und Verbreitung | Mitgliedschaft in Adelsvereinigungen, Bündnissen oder Matrikeln | Links zu relevanten Bildergalerien                                                                                    | Wappen               |
| --------------------------------------------------------------------------- | --------------------------------- | --------------------------------------------------------------------- | --- | --- | --- | -------------------- |
| Talheim, Leiher von Talheim                                                 | Burg Talheim                      | Reichsritter                                                          | | Gesellschaft mit dem Esel Kanton Kocher (ab 1562) | Burg Talheim weitere Bilder hier                                                                                      | Siebmacher           |
| Thannhausen                                                                 | Schloss in Tannhausen/Ostalbkreis | Ritteradelig Freiherren                                               | Urkundlich erstmals 1100 erwähnt Tannhäuser (Minnesänger)? | Kanton Kocher (seit 1542, mit Unterbrechung 1570–1657) (wegen 1/3 Tannhausen und Rühlingstetten)                                                                                         | Der Tannhäuser (Codex Manesse, um 1300)                                                                               |                      |
| Teck                                                                        | Burg Teck                         | ab 1187 Herzöge                                                       | Burg Teck erstmals 1152 belegt; Nebenlinie der Zähringer, die sich ab 1187 Herzöge von Teck nennt. Teilt sich im 13. Jhd. in die Linien Oberndorf und Owen. 1303 Verkauf der Hälfte der Oberndorfer Herrschaft an Habsburg. 1317 Rosenfeld an Württemberg. 1363 stirbt die Linie Oberndorf verarmt aus. 1381/85 erwirbt Württemberg die Hälfte der Owener Linie. Ihre von der Oberndorfer Linie ererbte Hälfte verkauften sie an Habsburg. 1439 stirbt auch diese Linie aus. Der Titel des Herzogs wird 1495 durch König Maximillian I. an Württemberg übertragen. | | Burg Teck und Owen weitere Bilder hier                                                                                | Scheibler            |
| Tengen                                                                      | Tengen                            | Herren Grafen (seit 1422) (ab 1664 gefürstet)                         | Ort Tengen erstmals 1112 genannt: Mittelpunkt der Vorderen und Hinteren Grafschaft T. hintere Herrschaft kam 1305 an Habsburg, 1488 an Kommende Mainau des deutschen Ordens, 1805 an Baden 1422: Herren von Tengen erwerben Landgrafschaft Nellenburg; diese 1465 an Habsburg verkauft. 1522: Österreich kauft vordere Grafschaft und vereinigt sie wieder mit Landgrafschaft Nellenburg. 1663: Als Mannlehenspfand an Weikrad von Auersperg (1664 gefürstet). | Leitbracken als gefürstete Grafschaft Sitz und Stimme im Reichstag und im Schwäbischen Kreis                                                                                             | | Scheibler            |
| (Hoffmaister von) Thalheim                                                  | Talheim bei Vellberg              |                                                                       | ein Zweig Bürger in Schwäbisch Hall | Leitbracken | |                      |
| Themar                                                                      | Schadenweiler, Baisingen          | Reichsritter                                                          | Georg Adam von Themar zu Schadenweiler und Baisingen | Kanton Neckar (1562–1663) | | Siebmacher           |
| Thierstein                                                                  | Alt-Thierstein bei Frick          | Grafen                                                                | im Mannesstamm erloschen 1517 | Leitbracken | | Scheibler            |
| Thumb von Neuburg                                                           |                                   | Reichsritter Freiherren                                               | | Leitbracken Kanton Kocher (1514–1648 wegen Mülhausen) (1507–1663 wegen Aichelberg) (1560–1781 wegen Stetten und Schanbach) Kanton Neckar (1548–1805 wegen Unterboihingen und Hammetweil) | Ratsitzung Graf Eberhard des Milden von Württemberg (regierte 1392–1417) Thumb von Neuburg Nr. 34 weitere Bilder hier | Scheibler Siebmacher |
| Thürheim                                                                    | Thürlesberg                       | Herren Grafen                                                         | | | |                      |
| Im Thurn                                                                    | Schaffhausen                      | Patrizier Ritter Reichsvogt                                           | Schloss Thayngen Büsingen | Leitbracken | | Scheibler            |
| Tierberg                                                                    | Lautlingen Margrethausen          | Herren                                                                | erwarben im 14. Jahrhundert von den Grafen von Hohenberg: Tieringen, Meßstetten, Hossingen, Winzeln (Burg Wenzelstein bei Hausen am Tann) verkauften diese aber 1418 an Württemberg starben Anfang des 16. Jhds aus Lautlingen und Margrethausen gingen als Erbe an Westerstetten | | | Scheibler            |
| Truchseß von Höfingen                                                       | Höfingen                          | Truchsesse der Grafen von Württemberg später der Markgrafen von Baden | | | | Scheibler Siebmacher |
| Truchsess von Urach (auch: von Bichishausen, von Magolsheim, von Ringingen) | Urach                             | Truchsesse der Grafen von Urach                                       | erwähnt 1225, zahlreiche Linien, Bichishausen (erloschen 1510), Ringingen (erloschen 1533) | Leitbracken | | Scheibler            |
| Truhendingen                                                                |                                   |                                                                       | | | |                      |
| Pfalzgrafen von Tübingen                                                    | Tübingen                          | Pfalzgrafen                                                           | | | Commons : Pfalzgraf (Tübingen) – Sammlung von Bildern                                                                 | Siebmacher           |